# Goya (cràter)
Goya és un cràter d'impacte en el planeta Mercuri de 138 km de diàmetre. Porta el nom del pintor espanyol Francisco Goya (1746-1828), i el seu nom va ser aprovat per la Unió Astronòmica Internacional el 1976.